# إراميا
إراميا بلدية في ولاية باهيا في المنطقة الشمالية الشرقية من البرازيل.